# Mount Markham
Mount Markham är ett berg med två toppar med höjden  4350 respektive 4280 meter. Det ligger i norra delen av Antarktis Markham Plateau. Berget observerades första gången av British National Antarctic Expedition (1901-04), som leddes av Robert Falcon Scott. Det har namn efter Clements Markham, som var ordförande i The Royal Geographical Society. 